# Пира
Пира је у грчкој митологији била Епиметејева и Пандорина кћерка и Деукалионова супруга.

## Митологија
Са својим мужем живела је у тесалској Фтији и када је Зевс одлучио да направи потоп на Земљи, Деукалион је направио дрвени ковчег у који су се склонили. Зевс је затворио северац и све друге ветрове који растерују кишу у Еолову пећину, а јужном ветру је наредио да стегне све мрачне облаке и из њих исцеди сву кишу. Посејдон је подигао огромне таласе на мору, а и позвао је све реке да се излију. Такође је зарио свој трозубац у земљу и одатле су потекле подземне воде. Читав свет се нашао под водом, а људе, који су покушали да пронађу спас на оближњим брдима је однела бујица. Једино је овој катастрофи одолевао Деукалионов ковчег, који је након девет дана стигао до највишег врха планине Парнас. Зевс је тада позвао северац да растера облаке, а Тритон, Посејдонов син, дувањем у шкољку је позвао реке да се врате у своја корита. Деукалион и Пира су изашли из ковчега, али су наишли на пусту и тиху земљу, која их је растужила. Зато су замолили богињу Темиду да им каже како да обнове људски род. Она им је рекла да покрију главе, развежу појасеве и да преко рамена, иза себе, бацају кости своје мајке. Дуго су размишљали о овим загонетним речима, док нису схватили да је њихова мајка заправо Земља, а њене кости — камење. Иако сумњичави, учинили су како им је Темида рекла и иза њихових леђа дешавало се чудо; бачено камење се размекшавало и мењало облик, претварајући се у људска бића. Камење које је бацала Пира се претварало у жене. Као њене потомке Хесиод помиње Хелена, а Пиндар Протогенеју.

## Друге личности
- Кћерка тебанског краља Креонта.[3]
- Пира је било и лажно име јунака Ахила (видети Пир).